# Mindanaowaaierstaart
De Mindanaowaaierstaart (Rhipidura nigrocinnamomea) is een zangvogel uit de familie Rhipiduridae (waaierstaarten).

## Verspreiding en leefgebied
Deze soort is endemisch in de bergen van Mindanao in het zuiden van de Filipijnen en telt twee ondersoorten:
- R. n. hutchinsoni: noordelijk, westelijk en oostelijk Mindanao.
- R. n. nigrocinnamomea: centraal en zuidelijk Mindanao.

## Status
De grootte van de populatie is niet gekwantificeerd maar de soort wordt omschreven als algemeen tot zeer algemeen binnen zijn kleine verspreidingsgebied. Op de Rode lijst van de IUCN heeft deze soort de status niet bedreigd.